# Chalcis (geslacht)
Chalcis is een geslacht van vliesvleugeligen uit de familie bronswespen (Chalcididae). De wetenschappelijke naam van dit geslacht is voor het eerst geldig gepubliceerd in 1787 door Fabricius.

## Soorten
Het geslacht Chalcis omvat de volgende soorten:
- Chalcis almon Walker, 1846
- Chalcis amphilochus Walker, 1846
- Chalcis arapha Burks, 1939
- Chalcis australiensis (Girault, 1936)
- Chalcis barbara (Cresson, 1872)
- Chalcis bicolor Bingham, 1902
- Chalcis biguttata Spinola, 1808
- Chalcis canadensis (Cresson, 1872)
- Chalcis capensis Cameron, 1905
- Chalcis celis Burks, 1977
- Chalcis colpotis Burks, 1977
- Chalcis divinatrix (Cameron, 1897)
- Chalcis divisa (Walker, 1862)
- Chalcis edentata Narendran, 1989
- Chalcis femorata Nees, 1834
- Chalcis ferox Kieffer, 1905
- Chalcis flavitarsis Kieffer, 1905
- Chalcis flebilis (Cresson, 1872)
- Chalcis fromonae Cameron, 1912
- Chalcis fukuharai Habu, 1960
- Chalcis fuscus Schmitz, 1946
- Chalcis gibsoni Narendran, 1987
- Chalcis jordanicus Narendran & Varghese, 1990
- Chalcis lasia Burks, 1940
- Chalcis lepida Masi, 1917
- Chalcis megalomis Burks, 1940
- Chalcis melanogastra Cameron, 1907
- Chalcis melanospila Cameron, 1907
- Chalcis microgaster Say, 1824
- Chalcis microlinea Walker, 1862
- Chalcis myrifex (Sulzer, 1776)
- Chalcis natalensis Cameron, 1907
- Chalcis neptis Burks, 1940
- Chalcis nodis Burks, 1977
- Chalcis obtusedentata Costa, 1863
- Chalcis pensilis Klug, 1834
- Chalcis perdita Brues, 1910
- Chalcis phoenicapoda Burks, 1940
- Chalcis pilicauda (Cameron, 1909)
- Chalcis polyctor Walker, 1841
- Chalcis praevolans Cockerell, 1907
- Chalcis pymi Cameron, 1905
- Chalcis ramicornis Gravenhorst, 1834
- Chalcis resus Walker, 1850
- Chalcis rotundata Cameron, 1905
- Chalcis rufigaster Masi, 1924
- Chalcis rufipes Rossius, 1794
- Chalcis samoana Fullaway, 1940
- Chalcis saussurei Kieffer, 1905
- Chalcis sispes (Linnaeus, 1761)
- Chalcis sodalis Masi, 1917
- Chalcis spilopus Cameron, 1905
- Chalcis strigulosa Costa, 1881
- Chalcis tortilis Brues, 1910
- Chalcis transvaalensis Cameron, 1911
- Chalcis unicolor Radoszkowski, 1876
- Chalcis vera Boucek, 1974
- Chalcis visellus Walker, 1846
- Chalcis wolffi (Krausse, 1916)
- Chalcis wollastoni Kirby, 1883